# 21 grudnia
21 grudnia jest 355. (w latach przestępnych 356.) dniem w kalendarzu gregoriańskim. Do końca roku pozostaje 10 dni.

## Święta
- Imieniny obchodzą: Anastazy, Balbin, Festus, Gliceriusz, Glicery, Honorat, Piotr, Temistokles, Tomasz, Tomisław i Tomisława.
- Przesilenie zimowe, dawn. Święto Godowe (etniczne słowiańskie) przypadające na 21–22 grudnia
- Polska – Dzień Pamięci o Poległych i Zmarłych w Misjach i Operacjach Wojskowych poza Granicami Państwa[1]
- Wspomnienia i święta w Kościele katolickim[2][3] obchodzą:
  - bł. Dominik Spadafora (dominikanin, apostoł społeczności lokalnej)
  - bł. Piotr Friedhofen
  - św. Piotr Kanizjusz (Piotr Kanizy) jezuicki teolog i doktor Kościoła

## Wydarzenia w Polsce
- 1409 – Król Węgier Zygmunt Luksemburski wypowiedział wojnę Polsce.
- 1686 – Król Jan III Sobieski zaprzysiągł we Lwowie traktat pokojowy kończący IV wojnę polsko-rosyjską.
- 1721 – W rejonie skał Wieczorny Zamek w Górach Izerskich zamarzła w zamieci para narzeczonych, zdążających na swój ślub do kościoła ewangelickiego w Pobiednej.
- 1807 – Władze Księstwa Warszawskiego wydały tzw. dekret grudniowy, który stanowił rozwinięcie czwartego artykułu konstytucji Księstwa, nadającego wolność osobistą wszystkim jego mieszkańcom.
- 1830 – Powstanie listopadowe: dyktator gen. Józef Chłopicki rozwiązał Rząd Tymczasowy i powołał w jego miejsce Radę Najwyższą Narodową.
- 1832 – Trumna ze zwłokami Tadeusza Kościuszki została, w tajemnicy przed zaborcą, umieszczona w marmurowym sarkofagu na Wawelu.
- 1894 – Poświęcono cerkiew św. Michała Archanioła w Warszawie.
- 1913 – Ukazało się ostatnie wydanie krakowskiego dziennika „Nowiny”.
- 1918 – Założono Związek Artystów Scen Polskich.
- 1927:
  - Powstały Polskie Zakłady Lotnicze.
  - Spłonął pałac Tarnowskich w Tarnobrzegu. W czasie akcji ratowania zbiorów biblioteki zawalił się strop, w wyniku czego zginęło 8 osób, w tym wielokrotny mistrz i rekordzista Polski w biegach na długich dystansach Alfred Freyer.
- 1939 – Na terenach okupowanych przez ZSRR wycofano z obiegu złotego, z możliwością wymiany do 250 zł na ruble radzieckie na osobę pracującą.
- 1944 – Gen. bryg. Leopold Okulicki został mianowany dowódcą Armii Krajowej.
- 1948 – Podczas I zjazdu PZPR Bolesław Bierut został wybrany na stanowisko I sekretarza KC PZPR.
- 1949 – Dokonano oblotu szybowca IS-4 Jastrząb.
- 1953 – Rada Państwa skorzystała z prawa łaski wobec skazanych na kary długoletniego pozbawienia wolności za szpiegostwo obywateli francuskich André Simona Robineau i Gastona Drueta.
- 1958 – Utworzono Ośrodek Badania Opinii Publicznej.
- 1964 – W Poznaniu otwarto odbudowany Most Bolesława Chrobrego.
- 1969 – Zmierzono najniższą grudniową temperaturę w historii Warszawy (–24,8 °C).
- 1976:
  - Dokonano oblotu szybowca SZD-50 Puchacz.
  - Premiera filmu Inna w reżyserii Anny Sokołowskiej.
- 1987 – Premiera filmu historycznego Magnat w reżyserii Filipa Bajona.
- 1991 – Do sądu w Katowicach trafił akt oskarżenia przeciwko 24 osobom biorącym udział w pacyfikacji KWK „Wujek”.
- 1995 – Premier RP Józef Oleksy został oskarżony podczas przemówienia w Sejmie przez ministra spraw wewnętrznych Andrzeja Milczanowskiego o związki z rosyjskim wywiadem.
- 2000 – Posłowie Halina Nowina Konopka i Witold Tomczak w galerii Zachęta usunęli z instalacji włoskiego rzeźbiarza Maurizio Cattelana fragment symbolizujący meteoryt przygniatający postać papieża Jana Pawła II.
- 2002 – Powstała Polska Biblioteka Internetowa.
- 2007 – Polska przystąpiła do Strefy Schengen.
- 2009 – W Kwidzynie oddano do użytku tysięczne boisko Orlik.
- 2023 – Po raz pierwszy wyemitowano program informacyjny „19.30” w TVP1, który zastąpił dotychczasowe „Wiadomości”.

## Wydarzenia na świecie

Flaga Grecji według wzoru z 1978 roku

- 401 – Innocenty I został papieżem.
- 1124 – Honoriusz II został papieżem.
- 1381 – Pietro Tomacelli (późniejszy papież Bonifacy IX) został mianowany kardynałem przez papieża Urbana VI.
- 1421 – Wojny husyckie: zwycięstwo katolickich wojsk niemiecko-węgierskich nad czeskimi husytami w bitwie pod Kutną Horą.
- 1471 – Portugalski żeglarz João de Santarém odkrył Wyspę Świętego Tomasza.
- 1521 – Po kilkumiesięcznym pobycie na Molukach żaglowiec „Victoria” dowodzony przez Juana Sebastiána Elcano, ostatni spośród pięciu biorących udział w pierwszej w historii wyprawie Magellana dookoła świata, wyruszył w drogę powrotną do Hiszpanii.
- 1522 – W Nicei została zwodowana karaka „Santa Anna” wchodząca w skład floty wojennej Zakonu Maltańskiego, z uwagi na częściowe pokrycie kadłuba płytami z ołowiu uważana niekiedy za pierwszy pancernik.
- 1598 – Indiańscy powstańcy z plemienia Araukanów wybili w bitwie pod Curalaba w południowym Chile oddział około 50 Hiszpanów i 300 sprzymierzonych z nimi Indian.
- 1664 – Francuski nadintendent finansów Nicolas Fouquet został skazany przez specjalny trybunał na konfiskatę majątku i banicję za malwersacje finansowe. Król Ludwik XIV podniósł następnie wyrok do dożywotniego pozbawienia wolności.
- 1784 – Perth Amboy w stanie New Jersey uzyskało prawa miejskie.
- 1788 – Niemiecko-brytyjska astronom Caroline Herschel odkryła kometę okresową 35P/Herschel-Rigollet.
- 1808 – Wojna na Półwyspie Iberyjskim: zwycięstwo wojsk brytyjskich nad francuskimi w bitwie pod Sahagún.
- 1817 – III wojna Brytyjczyków z Imperium Marathów: zwycięstwo wojsk brytyjskich w bitwie pod Mahidopur.
- 1832 – Wojna egipsko-turecka: zwycięstwo wojsk egipskich w bitwie pod Konyą.
- 1834 – Odbyła się premiera śpiewogry Fidlovačka, gdzie po raz pierwszy wykonano pieśń Kde domov můj?, która obecnie jest hymnem Czech.
- 1845 – I wojna Brytyjczyków z Sikhami: rozpoczęła się bitwa pod Ferozeshah.
- 1846 – Szkocki chirurg Robert Liston przeprowadził w Londynie pierwszą w Europie operację w znieczuleniu ogólnym, z wykorzystaniem eteru.
- 1866 – Wojna Czerwonej Chmury: Indianie wciągnęli w zasadzkę i zabili 163 żołnierzy oddziału Williama J. Fettermanna z Fortu Phil Kearny w stanie Wyoming.
- 1867 – Cesarz Austrii Franciszek Józef I zatwierdził Konstytucję grudniową, przekształcającą Cesarstwo w Monarchię Austro-Węgierską i przyznającą Galicji ograniczoną autonomię.
- 1872 – Z angielskiego Portsmouth wypłynął statek HMS „Challenger” z wyprawą naukową dookoła świata.
- 1891 – Kanadyjczyk James Naismith, lekarz i nauczyciel wychowania fizycznego w YMCA w Springfield w amerykańskim stanie Massachusetts, opublikował zasady gry w koszykówkę. Dzień ten jest uznawany za datę jej powstania.
- 1899 – Ukazało się pierwsze wydanie rosyjskiego tygodnika ilustrowanego „Ogoniok”.
- 1901:
  - Ostatni wielki książę Hesji Ernest Ludwik rozwiódł się ze swą pierwszą żoną Wiktorią Melitą Koburg.
  - Żaglowiec RRS „Discovery” z członkami Brytyjskiej Narodowej Ekspedycji Antarktycznej dowodzonej przez Roberta Falcona Scotta wypłynął z Nowej Zelandii w kierunku Antarktydy.
- 1902 – Gen. Pierre Nord Alexis został prezydentem Haiti.
- 1903 – Po raz pierwszy wręczono francuską literacką Nagrodę Goncourtów.
- 1904 – W Paryżu została założona Międzynarodowa Federacja Motocyklowa (FIM).
- 1907 – Chilijskie wojsko dokonało masakry ponad 2 tys. strajkujących górników z kopalni saletry sodowej w mieście Iquique.
- 1908 – Zainaugurował działalność Uniwersytet Kairski.
- 1910 – 344 górników zginęło w wyniku eksplozji w kopalni koło angielskiego miasta Westhoughton.
- 1912 – Tarō Katsura został po raz trzeci premierem Japonii.
- 1913 – Na łamach dziennika „New York World” ukazała się pierwsza na świecie krzyżówka.
- 1918 – W ramach armii litewskiej utworzono 1. Pułk Białoruski.
- 1923 – Nepal uzyskał niepodległość (od Wielkiej Brytanii).
- 1925 – Premiera radzieckiego niemego filmu Pancernik Potiomkin w reżyserii Siergieja Eisensteina.
- 1930 – Marszałek Polski Józef Piłsudski przybył na portugalską Maderę na trzymiesięczny wypoczynek.
- 1936 – Dokonano oblotu niemieckiego samolotu wielozadaniowego Junkers Ju 88.
- 1937 – Premiera filmu animowanego Walta Disneya Królewna Śnieżka i siedmiu krasnoludków.
- 1940 – Do uzbrojenia Armii Czerwonej wszedł pistolet maszynowy PPSz.
- 1941:
  - Bitwa o Atlantyk: brytyjski lotniskowiec eskortowy HMS „Audacity” został zatopiony trzema torpedami z niemieckiego okrętu podwodnego U-751 ok. 500 mil na zachód od hiszpańskiego przylądka Finisterre, w wyniku czego zginęło 73 członków załogi; niemiecki okręt podwodny U-567 został zatopiony na północ od Azorów przez slup HMS „Depford” i korwetę HMS „Samphire”(inne języki), w wyniku czego zginęła cała, 47-osobowa załoga.
  - Rumuni rozpoczęli masakrę 40 tys. Żydów w obozie koncentracyjnym Bogdanovka na okupowanej Ukrainie.
  - USA wypowiedziały wojnę III Rzeszy i Włochom.
  - Zawarto tajlandzko-japoński sojusz wojskowy.
  - Zbrodnia w Prkosie (Chorwacja) popełniona przez chorwackich ustaszy na 437 Serbach i jednym Chorwacie.
- 1943 – W Generalnym Okręgu Białorusi została utworzona kolaboracyjna Białoruska Centralna Rada.
- 1944:
  - Białoruski Teatr Państwowy w Mińsku został przemianowany na Narodowy Teatr Akademicki im. Janki Kupały.
  - W zdobytym przez wojska radzieckie Debreczynie węgierska koalicja antynazistowska utworzyła nowy rząd z premierem Belą Miklósem na czele.
- 1945:
  - Ekwador i Irak zostały członkami ONZ.
  - W Urugwaju uruchomiono największą w kraju elektrownię wodną Rincón del Bonete.
  - Założono Ethiopian Airlines.
- 1948 – W katastrofie lecącego z Pragi do Aten (z międzylądowaniem w Rzymie) czechosłowackiego samolotu Douglas DC-3 na Peloponezie zginęły 24 osoby (19 pasażerów i 5 członków załogi).
- 1949 – Rada Najwyższa ZSRR wydała dekret o utworzeniu Międzynarodowej Leninowskiej Nagrody Pokoju.
- 1950 – 34 osoby zginęły, a 56 zostało rannych w wyniku uderzenia pociągu ekspresowego Bratysława-Brno w przepełniony autobus na przejeździe kolejowym w miejscowości Podivín w południowych Morawach.
- 1952 – Rozpoczęła nadawanie telewizja wschodnioniemiecka.
- 1957 – Ramón Villeda Morales został prezydentem Hondurasu.
- 1958 – Charles de Gaulle został wybrany na urząd prezydenta Francji.
- 1962:
  - Fidel Castro i amerykański negocjator James B. Donovan(inne języki) podpisali porozumienie o zwolnieniu ponad tysiąca jeńców biorących udział w nieudanej inwazji w Zatoce Świń, w zamian za leki i żywność o wartości 53 mln dolarów.
  - Utworzono najstarszy norweski Park Narodowy Rondane.
- 1963:
  - Wybuchły krwawe starcia między cypryjskimi Grekami i Turkami.
  - Wystartował kanał telewizyjny France 2.
- 1964 – Dokonano oblotu amerykańskiego samolotu dalekiego zasięgu o zmiennej geometrii skrzydeł F-111.
- 1965 – Premiera filmu sensacyjnego Operacja Piorun w reżyserii Terence’a Younga.
- 1966 – Wyprodukowano 100-tysięczny egzemplarz samochodu marki Porsche (model 912).
- 1967:
  - Alphonse Alley został głową państwa Dahomeju (Beninu).
  - Premiera amerykańskiego dramatu obyczajowego Absolwent w reżyserii Mike’a Nicholsa.
- 1968:
  - 43 osoby zginęły, a 57 zostało rannych w zderzeniu pociągów osobowego i towarowego między miejscowościami Mende i Sülysáp w środkowych Węgrzech.
  - Premiera westernu Pewnego razu na Dzikim Zachodzie w reżyserii Sergio Leone.
- 1969 – Japońska ekspedycja odkryła na Antarktydzie meteoryt chondrytowy Yamato 691, którego wiek datuje się na 4 i pół miliarda lat.
- 1970:
  - Dokonano oblotu amerykańskiego myśliwca Grumman F-14 Tomcat.
  - Prezydent USA Richard Nixon przyjął w Białym Domu Elvisa Presleya.
- 1971:
  - Krótko po starcie z Sofii rozbił się należący do Balkan Bulgarian Airlines Ił-18, na pokładzie którego znajdowało się wielu bułgarskich muzyków, udających się na obchody dni kultury bułgarskiej w Algierze. Zginęło 28 spośród 73 osób na pokładzie, w tym piosenkarka Pasza Christowa.
  - Rada Bezpieczeństwa ONZ wybrała Austriaka Kurta Waldheima na stanowisko sekretarza generalnego ONZ.
- 1972:
  - Australia i Chiny nawiązały stosunki dyplomatyczne.
  - Podpisano układ o podstawach stosunków między NRD i RFN.
- 1973 – Rozpoczęła się bliskowschodnia konferencja pokojowa w Genewie.
- 1975 – Grupa terrorystów na czele z Ilichem Ramírezem Sánchezem (ps. „Carlos” lub „Szakal”) wtargnęła na trwającą w Wiedniu konferencję państw członkowskich OPEC, zabijając 3 osoby, po czym uprowadzili wszystkich znajdujących się tam ministrów z którymi odlecieli samolotem udostępnionym przez władze austriackie do Algieru, gdzie po wpłaceniu 50 mln dolarów zakładników uwolniono.
- 1978 – Ustanowiono obecną flagę Grecji.
- 1979 – Podpisano porozumienie w Lancaster House w Londynie, które położyło kres wspólnym rządom czarnej większości i potomków białych kolonizatorów w Zimbabwe.
- 1980:
  - 70 osób zginęło w katastrofie samolotu Sud Aviation Caravelle pod kolumbijskim miastem Ríohacha.
  - Poeta, prozaik i malarz Władimir Wojnowicz został zmuszony do wyjazdu z ZSRR.
- 1983 – W elektrowni jądrowej w Czarnobylu uruchomiono reaktor nr 4, który eksplodował w 1986 roku.
- 1988:
  - 270 osób (w tym 11 na ziemi) zginęło w wyniku wybuchu bomby na pokładzie należącego do linii Pan Am, lecącego z Londynu do Nowego Jorku Boeinga 747-121 nad szkockim Lockerbie.
  - Dokonano oblotu samolotu transportowego An-225 Mrija.
- 1989 – Rewolucja w Rumunii: dyktator Nicolae Ceaușescu został wygwizdany podczas wygłaszania przemówienia z balkonu siedziby Komitetu Centralnego w Bukareszcie. Po wiecu doszło do brutalnej pacyfikacji demonstrantów.
- 1990:
  - Premiera amerykańskiej komedii kryminalnej Gliniarz w przedszkolu w reżyserii Ivana Reitmana.
  - Ukazało się pierwsze wydanie rosyjskiego dziennika „Niezawisimaja Gazieta”.
  - W Tiranie zburzono pomnik Józefa Stalina.
- 1991:
  - Powstała Wspólnota Niepodległych Państw.
  - W niemieckiej Żytawie powołano do życia Euroregion Nysa.
- 1992:
  - Polska, Czechosłowacja i Węgry powołały Środkowoeuropejskie Porozumienie o Wolnym Handlu (CEFTA).
  - W katastrofie holenderskiego samolotu McDonnell Douglas DC-10 w portugalskim Faro zginęło 56 osób.
- 1995:
  - Administracja palestyńska przejęła kontrolę nad Betlejem.
  - Andris Šķēle został premierem Łotwy.
  - O‘tkir Sultonov został premierem Uzbekistanu.
  - Serge Vohor został premierem Vanuatu.
- 1996 – Rozpoczęła się międzynarodowa misja stabilizacyjna oddziałów SFOR w Bośni i Hercegowinie.
- 2003 – Po 45 latach wznowiono komunikację tramwajową we francuskim Bordeaux.
- 2004 – 13 żołnierzy amerykańskich, 5 amerykańskich cywilów i 4 Irakijczyków zginęło, a ponad 60 osób zostało rannych w samobójczym zamachu bombowym na bazę wojskową w irackim Mosulu.
- 2005:
  - Jakaya Kikwete został prezydentem Tanzanii.
  - Port lotniczy Ułan Bator otrzymał imię Czyngis-chana.
  - Weszła w życie brytyjska ustawa o związkach partnerskich (Civil Partnership Act). Tego samego dnia Elton John zawarł cywilny związek partnerski z Davidem Furnishem.
- 2007:
  - 9 nowych państw Unii Europejskiej (w tym Polska) weszło do Strefy Schengen.
  - W samobójczym zamachu bombowym na meczet we wsi Sherpao w północno-zachodnim Pakistanie zginęło 56 osób, a ponad 100 zostało rannych
  - W Szanghaju zaprezentowano samolot pasażerski chińskiej konstrukcji Comac ARJ21.
- 2010:
  - Alpha Condé został prezydentem Gwinei.
  - Widoczne było całkowite zaćmienie Księżyca.
- 2011:
  - 5 polskich żołnierzy zginęło w zamachu w Afganistanie.
  - Konflikt w Casamance: w wyniku ataku rebeliantów na bazę wojskową koło miasta Bignona zginęło 12 senegalskich żołnierzy.
  - Mariano Rajoy został premierem Hiszpanii.
- 2012:
  - John Kerry został mianowany przez prezydenta Baracka Obamę na stanowisko sekretarza stanu w miejsce Hillary Clinton, która ustąpiła z powodu choroby.
  - Teledysk Gangnam Style południowokoreańskiego rapera PSY jako pierwszy w historii YouTube osiągnął miliard wyświetleń.
  - Zakończył się dotychczasowy cykl długiej rachuby kalendarza Majów (według korelacji Goodmana-Martineza-Thompsona). Dla wielu zwolenników teorii ezoterycznych była to data końca świata lub moment wielkiej przemiany duchowej (por. fenomen roku 2012).
- 2013 – Cabdiwali Sheekh Axmed został premierem Somalii.
- 2014:
  - Al-Badżi Ka’id as-Sibsi wygrał w II turze wybory prezydenckie w Tunezji.
  - Klaus Iohannis został prezydentem Rumunii.
- 2017 – 29 osób zginęło, a 36 odniosło obrażenia w pożarze centrum rekreacyjnego w południowokoreańskim mieście Jecheon.
- 2019 – Manuel Marrero Cruz został premierem Kuby.
- 2022 – Inwazja Rosji na Ukrainę:
  - 2 osoby zginęły, a 5 zostało rannych w wyniku ukraińskiego ostrzału hotelu i restauracji w Doniecku. Wśród rannych byli były rosyjski wicepremier i szef Roskosmosu Dmitrij Rogozin oraz premier Donieckiej Republiki Ludowej Witalij Chocenko.
  - Według danych udostępnianych przez Sztab Generalny Sił Zbrojnych Ukrainy liczba strat osobowych Sił Zbrojnych Federacji Rosyjskiej przekroczyła 100 tys.
- 2023 – W strzelaninie na Uniwersytecie Karola w Pradze zginęło 14 osób (w tym sprawca), a 24 zostały ranne.

## Eksploracja kosmosu
- 1966 – Wystrzelono radziecką sondę księżycową Łuna 13.
- 1968 – Rozpoczęła się misja załogowa Apollo 8, która jako pierwsza osiągnęła orbitę Księżyca.
- 1978 – Radziecka sonda Wenera 12 wylądowała na Wenus.
- 1984 – Została wystrzelona radziecka sonda Wega 2, wraz z wystrzeloną wcześniej Wegą 1 przeznaczona do badań Wenus i Komety Halleya.

## Urodzili się
- 1336 – Baltazar, margrabia Miśni, landgraf Turyngii (zm. 1406)
- 1401 – Masaccio, włoski malarz (zm. 1428)
- 1512 – Bonifacy IV Paleolog, markiz Montferratu (zm. 1530)
- 1567 – Jan Kasper I von Stadion, książę Rzeszy, administrator urzędu wielkiego mistrza zakonu krzyżackiego (zm. 1641)
- 1573 – Mathurin Régnier, francuski poeta (zm. 1613)
- 1596:
  - Piotr Mohyła, ukraiński duchowny prawosławny, metropolita kijowski, święty (zm. 1647)
  - Tomasz Franciszek Sabaudzki-Carignano, włoski arystokrata, generał (zm. 1656)
- 1603 – Roger Williams, angielski duchowny protestancki, pionier baptyzmu, założyciel kolonii Rhode Island (zm. 1683)
- 1622 – Tomasz Młodzianowski, polski duchowny katolicki, teolog, kaznodzieja, publicysta religijny (zm. 1686)
- 1628 – Samuel Capricornus, niemiecki kompozytor, kapelmistrz, nauczyciel (zm. 1665)
- 1639 – Jean-Baptiste Racine, francuski dramaturg (zm. 1699)
- 1650 – Vitus Seipel, niemiecki duchowny katolicki, biskup pomocniczy praski (zm. 1711)
- 1657 – Catherine Sedley, angielska arystokratka (zm. 1717)
- 1659 – Orazio Filippo Spada, włoski duchowny katolicki, biskup Osimo, nuncjusz apostolski, kardynał (zm. 1724)
- 1662 – Daniel Bodo von der Schulenburg, sasko-polski generał pułkownik (zm. 1732)
- 1668 – Karol de Tournon, sabaudzki kardynał, legat papieski (zm. 1710)
- 1672 – Benjamin Schmolck, niemiecki teolog ewangelicki, poeta (zm. 1737)
- 1684 – Ippolito Desideri, włoski jezuita, misjonarz, badacz kultury i buddyzmu tybetańskiego (zm. 1733)
- 1687 – Tomasz Dunin, polski jezuita, pedagog (zm. 1758)
- 1722 – Paisjusz Wieliczkowski, ukraiński teolog i święty prawosławny (zm. 1794)
- 1728 – Hermann Raupach, niemiecki kompozytor (zm. 1778)
- 1732:
  - Johann Andreas Benignus Bergsträsser, niemiecki entomolog, wynalazca w dziedzinie komunikacji (zm. 1812)
  - Johann Christian Wiegleb, niemiecki chemik, aptekarz (zm. 1800)
- 1735 – Tomasz Adam Ostrowski, polski hrabia, polityk (zm. 1817)
- 1744 – Anne Vallayer-Coster, francuska malarka (zm. 1818)
- 1746 – Tomasz Grem, polski duchowny katolicki (zm. 1810)
- 1769 – Maximilian Josef von Sommerau-Beeckh, austriacki duchowny katolicki, arcybiskup ołomuniecki, kardynał (zm. 1853)
- 1773 – Robert Brown, brytyjski botanik (zm. 1858)
- 1783 – Charles Cathcart, brytyjski arystokrata, wojskowy, administrator kolonialny (zm. 1859)
- 1795 – Leopold von Ranke, niemiecki historyk (zm. 1886)
- 1796 – Tomasz Zan, polski poeta, mineralog, przyrodnik, współzałożyciel Towarzystwa Filomatów (zm. 1855)
- 1799:
  - George Finlay, brytyjski historyk, publicysta (zm. 1875)
  - Ignacy Spencer, brytyjski duchowny katolicki, Sługa Boży (zm. 1864)
- 1800 – Ludwika, księżna Sachsen-Gotha-Altenburg (zm. 1831)
- 1801 – Tomasz Padura, polsko-ukraiński poeta, kompozytor, pieśniarz (zm. 1871)
- 1803 – Joseph Whitworth, brytyjski przemysłowiec, konstruktor (zm. 1887)
- 1804:
  - Benjamin Disraeli, brytyjski pisarz, polityk, premier Wielkiej Brytanii (zm. 1881)
  - Tomás de Herrera, nowogrenadzki generał, polityk, prezydent Wolnego Państwa Przesmyku i Republiki Nowej Granady (zm. 1859)
- 1806 – Antoni Napoleon Ogrodowicz, polski szlachcic, polityk, uczestnik powstania listopadowego i powstania wielkopolskiego (zm. 1850)
- 1810 – Anthony Kennedy, amerykański polityk, senator (zm. 1892)
- 1813 – Tomasz Chołodecki, polski szlachcic, polityk, żołnierz (zm. 1880)
- 1815 – Thomas Couture, francuski malarz (zm. 1879)
- 1816 – Augustus Volney Waller, brytyjski neurofizjolog (zm. 1870)
- 1817 – Stefan Baranowski, polski językoznawca, pisarz, wynalazca, geograf (zm. 1893)
- 1818 – Amelia Oldenburg, królowa Grecji (zm. 1875)
- 1823 – Jean-Henri Fabre, francuski humanista, przyrodnik, pedagog, pisarz (zm. 1915)
- 1826 – Ernst Pauer, austriacki pianista, kompozytor, pedagog (zm. 1905)
- 1836 – Teresa, księżniczka Saksonii-Altenburg, księżna Szwecji, Norwegii i Dalarny (zm. 1914)
- 1840:
  - Namık Kemal, turecki pisarz (zm. 1888)
  - Władysław Kretkowski, polski matematyk (zm. 1910)
  - Władysław Ochenkowski, polski ekonomista, wykładowca akademicki (zm. 1908)
- 1841 – Bolesław Ładnowski, polski aktor, reżyser teatralny, pedagog (zm. 1911)
- 1842 – Piotr Kropotkin, rosyjski uczony, rewolucjonista (zm. 1921)
- 1845 – Roman Szwoynicki, polski malarz (zm. 1915)
- 1846:
  - Sławomir Odrzywolski, polski architekt, konserwator zabytków (zm. 1933)
  - Baltazar Szopiński, polski prawnik, kolekcjoner (zm. 1912)
- 1848 – Georg Bender, niemiecki polityk, nadburmistrz Wrocławia (zm. 1924)
- 1849:
  - James Lane Allen, amerykański pisarz (zm. 1925)
  - Lluís Domènech i Montaner, kataloński architekt, polityk (zm. 1923)
  - Otto Gehlig, niemiecki architekt (zm. 1917)
- 1850:
  - Ivanka Ferjančič, słoweńska koronczarka (zm. 1879)
  - Zdeněk Fibich, czeski kompozytor (zm. 1900)
  - Francesco Ragonesi, włoski kardynał (zm. 1931)
- 1851 – Zenon Frydrychowicz, polski prawnik, sędzia (zm. 1929)
- 1852 – Pelagia Gdeczyk, polska fotografka (zm. 1930)
- 1853 – Wilhelm, książę Saksonii-Weimar-Eisenach (zm. 1924)
- 1854:
  - Jules Gilliéron, szwajcarski językoznawca, dialektolog (zm. 1926)
  - Morton Prince, amerykański neurolog, psychiatra (zm. 1929)
- 1857 – Józef Czaki, polski chirurg, kolekcjoner, działacz społeczny i polityczny (zm. 1946)
- 1859:
  - Demetrio H. Brid, panamski polityk, prezydent Rady Najwyższej (zm. 1917)
  - Gustave Kahn, francuski poeta, prozaik, dramaturg, krytyk sztuki pochodzenia żydowskiego (zm. 1936)
- 1861:
  - Jan Tomasz Kudelski, polski architekt (zm. 1937)
  - Adam Miodoński, polski filolog klasyczny (zm. 1913)
  - Ludwik Trexler, polski generał brygady (zm. 1935)
- 1863 – Sophie Mannerheim, fińska organizatorka nowoczesnego pielęgniarstwa (zm. 1928)
- 1864:
  - Maksymilian Gumplowicz, polski historyk, słowianofil pochodzenia żydowskiego (zm. 1897)
  - James McCay, australijski wojskowy, polityk pochodzenia irlandzkiego (zm. 1930)
  - Jan Marcjan Weytko, polski podpułkownik (zm. 1915)
- 1867 – Jan Stapiński, polski polityk ludowy, poseł na Sejm RP (zm. 1946)
- 1870 – Charles Homer Haskins, amerykański historyk (zm. 1937)
- 1873:
  - Blagoje Bersa, chorwacki kompozytor operowy (zm. 1934)
  - Wanda Komorowska, polka graficzka, malarka (zm. 1946)
- 1874:
  - Paweł Bienias, polski działacz polonijny, właściciel ziemski (zm. 1934)
  - Tadeusz Boy-Żeleński, polski pisarz, satyryk, krytyk literacki, tłumacz (zm. 1941)
  - José María Sert, kataloński malarz (zm. 1945)
- 1875 – Halvor Møgster, norweski żeglarz sportowy (zm. 1950)
- 1878:
  - Alfred Chalke, brytyjski szermierz, szablista (zm. 1966)
  - Jan Łukasiewicz, polski matematyk, polityk (zm. 1956)
  - Jacek Woroniecki, polski dominikanin, teolog, tomista (zm. 1949)
- 1879 – Porter Raymond Lee, amerykański pracownik socjalny, nauczyciel, jeden z pionierów nowoczesnej edukacji społecznej (zm. 1939)
- 1880 – Donka Uszlinowa, bułgarska sierżant, rewolucjonistka (zm. 1937)
- 1883 – Moje Öholm, szwedzki łyżwiarz szybki (zm. 1954)
- 1885 – Anna Podgórska, polska działaczka oświatowa i niepodległościowa, nauczycielka (zm. 1968)
- 1886:
  - Artur Maruszewski, polski pułkownik dyplomowany piechoty, polityk (zm. 1945)
  - Jan Szkuta, polski major kawalerii, działacz niepodległościowy, komisaryczny burmistrz Pucka (zm. 1937)
  - Gheorghe Tătărescu, rumuński polityk, premier Rumunii (zm. 1957)
- 1887 – Jan Karmański, polski malarz (zm. 1958)
- 1889:
  - Charles Gaulthier, francuski żeglarz sportowy (zm. ?)
  - Tadeusz Stefan Kamiński, polski działacz niepodległościowy, oficer, prawnik, sędzia (zm. 1940)
- 1890:
  - Jan Dąbrowski, polski historyk (zm. 1965)
  - Adam Kuryłowicz, polski kolejarz, polityk, minister pracy i polityki socjalnej (zm. 1966)
- 1891:
  - Konstanty Kontrym, polski generał (zm. 1967)
  - John W. McCormack, amerykański polityk (zm. 1980)
  - Leonard Podhorski-Okołów, polski poeta, tłumacz (zm. 1957)
- 1892 – Rebecca West, brytyjska pisarka (zm. 1983)
- 1893:
  - Georges Buchard, francuski szpadzista (zm. 1987)
  - Franz Joseph von Thurn und Taxis, niemiecki arystokrata, polityk (zm. 1971)
- 1895:
  - Donald Hudson, amerykański pilot wojskowy, as myśliwski (zm. 1967)
  - Kazimierz Kiełczewski, polski działacz komunistyczny, prezydent Radomia (zm. 1965)
- 1896:
  - Tadeusz Prauss, polski pułkownik pilot (zm. 1940)
  - Konstanty Rokossowski, radziecki dowódca wojskowy, polityk, marszałek ZSRR i Polski, minister obrony narodowej PRL pochodzenia polskiego (zm. 1968)
- 1897 – Luo Jialun, chiński historyk, folklorysta, pedagog, polityk (zm. 1969)
- 1898:
  - Ira Sprague Bowen, amerykański astronom, astrofizyk (zm. 1973)
  - Tomasz Piskorski, polski prawnik, porucznik, działacz ZHP (zm. 1940)
- 1900:
  - Irena Pikiel-Samorewiczowa, polska artystka plastyk, reżyserka, dyrektor teatrów (zm. 1991)
  - Wsiewołod Wiszniewski, rosyjski dramaturg, pedagog (zm. 1951)
- 1901:
  - Bertil Appelskog, szwedzki piłkarz (zm. 1984)
  - Robin Irvine, brytyjski aktor filmowy i teatralny (zm. 1933)
  - Wiktoria Frydecka, polska architekt, artystka (zm. 1992)
- 1902:
  - Tomislav Sertić, chorwacki generał, członek ruchu ustaszy (zm. 1945)
  - Ulrich Wilhelm Schwerin von Schwanenfeld, niemiecki ziemianin, wojskowy, działacz antynazistowski (zm. 1944)
- 1903:
  - Maria Balcerkiewiczówna, polska aktorka (zm. 1975)
  - Robert E. Cornish, amerykański lekarz, biolog (zm. 1963)
- 1904:
  - Jean Bazaine, francuski malarz, witrażysta (zm. 2001)
  - Piotr Koszewoj, radziecki dowódca wojskowy, marszałek ZSRR, polityk (zm. 1976)
- 1905 – Anthony Powell, brytyjski pisarz (zm. 2000)
- 1906:
  - Aharon Becker, izraelski związkowiec, polityk (zm. 1994)
  - Jan Czerniak, polski duchowny katolicki, biskup pomocniczy gnieźnieński (zm. 1999)
- 1907:
  - Herbert Andrewartha, australijski entomolog, ekolog (zm. 1992)
  - Zoja Fiodorowa, rosyjska aktorka (zm. 1981)
  - Wiktor Kłosiewicz, polski działacz komunistyczny, polityk, poseł do KRN i na Sejm Ustawodawczy, członek Rady Państwa (zm. 1992)
- 1908 – Henryk Jaroszyk, polski nauczyciel, polityk, poseł na Sejm PRL (zm. 2001)
- 1909:
  - Antonina Gembkówna, polska nauczycielka, instruktorka harcerska, uczestniczka konspiracji antyhitlerowskiej (zm. 1942)
  - Gerhard Koß, niemiecki prawnik, samorządowiec (zm. 1943)
  - Iwan Wasiljew, radziecki polityk (zm. 1970)
- 1910 – Michał Szwejlich, polski aktor, reżyser teatralny pochodzenia żydowskiego (zm. 1995)
- 1911 – Paul Burkhard, szwajcarski kompozytor, pianista, dyrygent (zm. 1977)
- 1912:
  - Lech Działoszyński, polski lekarz, biochemik, wojskowy, tercjarz (zm. 2014)
  - Mario Zatelli, francuski piłkarz, trener (zm. 2004)
- 1913 – Stanley Benham, amerykański bobsleista (zm. 1970)
- 1914:
  - Ivan Generalić, chorwacki malarz naiwny (zm. 1992)
  - Clare W. Graves, amerykański psycholog (zm. 1986)
  - Zygmunt Maciejewski, polski aktor, spiker i reżyser radiowy (zm. 1999)
  - Theodor Weissenberger, niemiecki pilot wojskowy, as myśliwski (zm. 1950)
- 1915:
  - Oddmund Andersen, norweski piłkarz (zm. 1999)
  - Samuel Leeper Devine, amerykański polityk (zm. 1997)
  - Joe Mantell, amerykański aktor (zm. 2010)
  - Ewa Milerska, polska poetka ludowa, działaczka społeczna (zm. 1985)
  - Werner von Trapp, amerykański farmer, piosenkarz pochodzenia austriackiego (zm. 2007)
- 1916 – Włodzimierz Dahlig, polski chemik, wykładowca akademicki (zm. 1983)
- 1917:
  - Noe Adamia, radziecki snajper pochodzenia gruzińskiego (zm. 1942)
  - Heinrich Böll, niemiecki pisarz, laureat Nagrody Nobla (zm. 1985)
  - Piotr Diemiczew, radziecki polityk (zm. 2010)
  - Herbert Grasemann, niemiecki szachista, kompozytor szachowy (zm. 1983)
- 1918:
  - Francisco Miró Quesada Cantuarias, peruwiański dziennikarz, filozof, polityk (zm. 2019)
  - Panama Francis, amerykański perkusista jazzowy (zm. 2001)
  - Kurt Waldheim, austriacki dyplomata, polityk, sekretarz generalny ONZ, prezydent Austrii (zm. 2007)
- 1919:
  - Ivan Blatný, czeski poeta (zm. 1990)
  - Ove Sprogøe, duński aktor (zm. 2004)
- 1920:
  - Alicia Alonso, kubańska tancerka, choreografka (zm. 2019)
  - Alojzy Józekowski, polski major (zm. 2014)
- 1921:
  - Ryszard Demel, polski malarz, witrażysta, pedagog, działacz polonijny (zm. 2023)
  - Augusto Monterroso, gwatemalski pisarz (zm. 2003)
  - Maila Nurmi, fińska aktorka (zm. 2008)
  - Stefan Pawlik, polski podporucznik, żołnierz AK (zm. 1948)
  - Jan Reutt, polski podporucznik, żołnierz AK, uczestnik powstania warszawskiego (zm. 1944)
- 1922 – Paul Winchell, amerykański aktor głosowy, brzuchomówca (zm. 2005)
- 1923:
  - Roza Eldarowa, dagestańska polityk (zm. 2021)
  - Nicholas V. Riasanovsky, amerykański historyk pochodzenia rosyjskiego (zm. 2011)
- 1924:
  - Ludwik Górski, polski chemik, wykładowca akademicki (zm. 2012)
  - Mieczysław Jahoda, polski operator filmowy, pedagog (zm. 2009)
  - Rita Reys, holenderska piosenkarka (zm. 2013)
  - Barbara Wojtowicz-Natanson, polska fizyk (zm. 2015)
- 1925:
  - Olga Arosiewa, rosyjska aktorka (zm. 2013)
  - Heinz Bigler, szwajcarski piłkarz (zm. 2002)
  - Paul Kurtz, amerykański filozof (zm. 2012)
- 1926:
  - Wäinö Korhonen, fiński wszechstronny sportowiec (zm. 2018)
  - Arnošt Lustig, czeski pisarz, publicysta pochodzenia żydowskiego (zm. 2011)
  - Helena Oszast, polska koszykarka (zm. 2016)
- 1927:
  - Teofil Mazur, polski profesor nauk rolniczych (zm. 2022)
  - Ryszard Orłowski, polski historyk, profesor nauk humanistycznych (zm. 2024)
  - Wilson, brazylijski piłkarz (zm. 1998)
- 1928:
  - Lucas Liu Hsien-tang, tajwański duchowny katolicki, biskup Xinzhu
  - Stig Sjölin, szwedzki bokser (zm. 1995)
- 1929:
  - Zbigniew Domino, polski pisarz (zm. 2019)
  - Jerzy Świderski, polski kardiolog, uczestnik powstania warszawskiego (zm. 2017)
  - Stanisław Zieliński, polski transplantolog (zm. 2017)
- 1930:
  - Raymond Lessard, amerykański duchowny katolicki, biskup Savannah (zm. 2016)
  - Humphrey Mijnals, holenderski piłkarz (zm. 2019)
  - Kalevi Sorsa, fiński polityk, premier Finlandii (zm. 2004)
- 1931:
  - Jerzy Domin, polski aktor (zm. 2015)
  - Jerzy Łobodda, polski skoczek spadochronowy (zm. 2012)
  - Sixto Parzinger, austriacki duchowny katolicki posługujący w Chile, biskup Villarrica (zm. 2023)
  - Tadeusz Styczeń, polski duchowny katolicki, salwatorianin, etyk, filozof (zm. 2010)
- 1932 – John Robert Ringrose, brytyjski matematyk
- 1933:
  - Iwan Mozer, rosyjski piłkarz, trener pochodzenia węgierskiego (zm. 2006)
  - Orlando Romero, urugwajski duchowny katolicki, biskup Canelones
- 1934:
  - Giuseppina Leone, włoska lekkoatletka, sprinterka
  - Ole Madsen, duński piłkarz (zm. 2006)
  - Gleb Panfiłow, rosyjski reżyser i scenarzysta filmowy (zm. 2023)
- 1935:
  - John G. Avildsen, amerykański reżyser filmowy (zm. 2017)
  - Lorenzo Bandini, włoski kierowca wyścigowy (zm. 1967)
  - Kiejstut Bereźnicki, polski ekonomista, polityk
  - Czesław Okołów, polski leśnik, entomolog, bibliograf, filatelista, przewodnik turystyczny (zm. 2016)
  - Sérgio Ribeiro, portugalski ekonomista, działacz komunistyczny, polityk, eurodeputowany (zm. 2024)
  - Edward Schreyer, kanadyjski dyplomata, polityk
- 1936:
  - Maria Ciastowska, polska lekkoatletka, skoczkini w dal i płotkarka
  - Peter Kalinke, niemiecki piłkarz
  - Martin Kitchen, brytyjsko-kanadyjski historyk
- 1937:
  - Jane Fonda, amerykańska aktorka, producentka filmowa, pisarka, działaczka polityczna
  - Wiktor Gieraszczenko, rosyjski ekonomista, polityk, prezes Banku Centralnego Federacji Rosyjskiej (zm. 2025)
  - Dawid Lewi, izraelski polityk, minister spraw zagranicznych (zm. 2024)
  - Edward Skrętowicz, polski prawnik, karnista (zm. 2019)
  - Czesława Stopka, polska biegaczka narciarska (zm. 2021)
- 1938:
  - Larry Bryggman, amerykański aktor
  - Czesław Parzych, polski regionalista, poeta
- 1939:
  - Zbigniew Bernolak, polski basista, członek zespołów: Niebiesko-Czarni, Polanie, Quorum i ABC (zm. 2021)
  - Carlos do Carmo, portugalski śpiewak fado (zm. 2021)
  - Włodzimierz Konarski, polski dyplomata, polityk, poseł na Sejm RP
- 1940:
  - Sza’ul Amor, izraelski samorządowiec, polityk (zm. 2004)
  - Kálmán Sóvári, węgierski piłkarz (zm. 2020)
  - Frank Zappa, amerykański muzyk rockowy i jazzowy, wokalista, kompozytor, autor tekstów, aktor, producent i scenarzysta filmowy pochodzenia włoskiego (zm. 1993)
- 1941:
  - Song Sang-hyun, południowokoreański prawnik
  - Christine Spielberg, niemiecka lekkoatletka, dyskobolka
- 1942:
  - Jorgos Amerikanos, grecki koszykarz, trener (zm. 2013)
  - Rolf Andersson, szwedzki piłkarz
  - Hu Jintao, chiński polityk komunistyczny, sekretarz generalny KPCh, przewodniczący ChRL
- 1943:
  - Aimé Anthuenis, belgijski piłkarz, trener
  - Albert Lee, brytyjski gitarzysta, wokalista
  - Jack Nance, amerykański aktor (zm. 1996)
- 1944:
  - Jacques Beurlet, belgijski piłkarz (zm. 2020)
  - Hwang Jang-lee, południowokoreański aktor, mistrz taekwondo
  - José Octavio Ruiz Arenas, kolumbijski duchowny katolicki, biskup pomocniczy Bogoty, biskup Villavicencio, sekretarz Papieskiej Rady ds. Nowej Ewangelizacji
  - Michael Tilson Thomas, amerykański dyrygent, pianista, kompozytor
- 1945:
  - Millie Hughes-Fulford, amerykańska biolog molekularna, astronautka (zm. 2021)
  - Tomasz Strzyżewski, polski publicysta, działacz emigracyjny
  - Duncan Suttles, kanadyjski szachista
  - Małgorzata Treutler, polska scenografka, kostiumografka (zm. 2013)
- 1946:
  - Ferenc Demjén, węgierski muzyk, wokalista, członek zespołów Bergendy i V’Moto-Rock
  - Genowefa Jakubowska-Fijałkowska, polska poetka
  - Carl Wilson, amerykański gitarzysta, wokalista, członek zespołu The Beach Boys (zm. 1998)
- 1947:
  - Chajjim Kac, izraelski polityk
  - Zoe Lofgren, amerykańska polityk, kongreswoman ze stanu Kalifornia
  - Paco de Lucía, hiszpański gitarzysta flamenco (zm. 2014)
  - José Antonio Pérez Sánchez, meksykański duchowny katolicki, franciszkanin, biskup prałatury terytorialnej Jesús María del Nayar
- 1948:
  - Samuel L. Jackson, amerykański aktor, producent filmowy
  - Thierry Mugler, francuski projektant mody (zm. 2022)
  - Darmin Nasution, indonezyjski ekonomista
- 1949:
  - Thomas Sankara, burkiński wojskowy, polityk, premier i prezydent Burkiny Faso (zm. 1987)
  - Tadeusz Toczyński, polski ekonomista, urzędnik państwowy, prezes GUS (zm. 2016)
- 1950:
  - Thomas Hürlimann, szwajcarski prozaik, dramaturg
  - Jeffrey Katzenberg, amerykański producent filmowy
  - Mieczysław Wachowski, polski polityk
- 1951:
  - Fiorella Bonicelli, urugwajska tenisistka
  - Przemysław Gintrowski, polski piosenkarz, bard, kompozytor (zm. 2012)
  - Henryk Marian Nowak, polski inżynier budownictwa, wykładowca akademicki
  - Steve Perryman, angielski piłkarz
- 1952:
  - Joaquín Andújar, dominikański baseballista (zm. 2015)
  - Zbigniew Cichoń, polski prawnik, polityk, senator RP
  - Maurice Monier, francuski duchowny katolicki, pro-dziekan Roty Rzymskiej
- 1953:
  - Paul Cooper, angielski piłkarz, bramkarz
  - Jan Frączek, polski kajakarz górski, trener
  - András Schiff, węgierski pianista, dyrygent
- 1954:
  - Jan Dołgowicz, polski zapaśnik
  - Kai Arne Engelstad, norweski łyżwiarz szybki
  - Chris Evert, amerykańska tenisistka
  - Jerzy Pietraszko, polski matematyk, działacz opozycji antykomunistycznej (zm. 2020)
- 1955:
  - Daniel Faulkner, amerykański policjant (zm. 1981)
  - Felix Gasselich, austriacki piłkarz
  - Jane Kaczmarek, amerykańska aktorka pochodzenia polskiego
  - Maria Zając, polska botanik (zm. 2018)
- 1956:
  - Kevin Burnham, amerykański żeglarz sportowy (zm. 2020)
  - Małgorzata Dunecka, polska lekkoatletka, biegaczka średniodystansowa
  - Dave Laut, amerykański lekkoatleta, kulomiot (zm. 2009)
- 1957:
  - Linda Chisholm, amerykańska siatkarka
  - Roberto Cifuentes Parada, chilijski szachista
  - Ałła Isaczenka, białoruska ekonomistka i polityk
  - Rolf Kanies, niemiecki aktor
  - Ray Romano, amerykański aktor
- 1958:
  - Tamara Bykowa, rosyjska lekkoatletka, skoczkini wzwyż
  - Grzegorz Gajewski, polski dziennikarz i menedżer telewizyjny, reżyser, scenarzysta i producent filmowy
  - Tomasz Jagodziński, polski polityk, senator RP
- 1959:
  - Florence Griffith-Joyner, amerykańska lekkoatletka, sprinterka (zm. 1998)
  - Sergio Rubini, włoski aktor, reżyser filmowy
  - Kay Worthington, kanadyjska wioślarka
- 1960:
  - Milan Ivanović, australijski piłkarz pochodzenia serbskiego
  - Janusz Kasperek, polski pilot (zm. 1998)
  - Zenon Kuchciak, polski dyplomata, urzędnik państwowy
- 1961:
  - Lubow Kriemlowa, rosyjska lekkoatletka, biegaczka średnio- i długodystansowa
  - Andrzej Niedzielski, polski astronom
  - James Pax, japoński aktor
  - Jon Ola Sand, norweski aktor, reżyser, producent wykonawczy
  - Mitsuru Satō, japoński zapaśnik
  - Densign White, brytyjski judoka
- 1962:
  - Antony de Ávila, kolumbijski piłkarz
  - Steven Mnuchin, amerykański bankier, producent filmowy, polityk pochodzenia żydowskiego
- 1963:
  - Govinda, indyjski aktor, producent i scenarzysta filmowy
  - Dmitrij Rogozin, rosyjski polityk, dyplomata
  - Donovan Ruddock, kanadyjski bokser
  - Piotr Wesołowski, polski dziennikarz prasowy i telewizyjny (zm. 2023)
- 1964:
  - Olivier Renet, francuski szachista
  - Noel Sanvicente, wenezuelski piłkarz, trener
- 1965:
  - Andy Dick, amerykański aktor, komik
  - Anke Engelke, niemiecka aktorka komediowa
  - Andrzej Kobylarz, polski przedsiębiorca, polityk, poseł na Sejm RP
  - Jyri Pelkonen, fiński kombinator norweski
  - Cem Özdemir, niemiecki polityk pochodzenia tureckiego
  - Tomasz Vetulani, polski malarz, rysownik, rzeźbiarz
- 1966:
  - Marco Borsato, holenderski piosenkarz pochodzenia włoskiego
  - Nenad Kljaić, chorwacki piłkarz ręczny
  - Ewa Nowak, polska pisarka, publicystka
  - Dieter Runkel, szwajcarski kolarz przełajowy i szosowy
  - William Ruto, kenijski polityk, prezydent Kenii
  - Kiefer Sutherland, kanadyjski aktor, reżyser filmowy i telewizyjny
  - Karri Turner, amerykańska aktorka
- 1967:
  - Emil Caras, mołdawski piłkarz, trener
  - Robert Kraskowski, polski strzelec sportowy
  - Terry Mills, amerykański koszykarz
  - Micheil Saakaszwili, gruziński adwokat, polityk, prezydent Gruzji
- 1968:
  - Mauro Bettin, włoski kolarz górski i szosowy
  - Lumi Cavazos, meksykańska aktorka
  - Mark Kerr, amerykański zawodnik MMA
  - Sigifredo Mercado, meksykański piłkarz
  - Andriej Miroszniczenko, kazachski piłkarz, trener pochodzenia rosyjskiego
  - Wilber Sánchez, kubański zapaśnik
- 1969:
  - Julie Delpy, francuska aktorka, reżyserka i scenarzystka filmowa, kompozytorka
  - Eduard Gajfullin, rosyjski bokser
  - Jack Noseworthy, amerykański aktor
  - Magnus Samuelsson, szwedzki armwrestler, strongman
  - Mihails Zemļinskis, łotewski piłkarz, polityk
- 1970:
  - Nasir al-Atijja, katarski kierowca rajdowy
  - Ahmed Bahja, marokański piłkarz
  - Bart De Wever, belgijski i flamandzki polityk, samorządowiec, burmistrz Antwerpii
  - Stefan Lövgren, szwedzki piłkarz ręczny
  - Anna Zellma, polska teolog katolicka, profesor nauk teologicznych
- 1971:
  - Alice Bah Kuhnke, szwedzka dziennikarka, polityk
  - Margarita Drobiazko, litewska łyżwiarka figurowa pochodzenia rosyjskiego
  - Anna Kszak, polska lekkoatletka, biegaczka długodystansowa
  - Agnieszka Szondermajer, polska piłkarka
  - Paweł Tregubow, rosyjski szachista, działacz i trener szachowy
  - Tomasz Wieszczycki, polski piłkarz
- 1972:
  - Frédéric Blackburn, kanadyjski łyżwiarz szybki, specjalista short tracku
  - Ole Birk Olesen, duński dziennikarz, polityk
  - Passi, francuski raper pochodzenia kongijskiego
  - Claudia Poll, kostarykańska pływaczka pochodzenia niemieckiego
  - Washington Tais, urugwajski piłkarz
  - Harri Ylönen, fiński piłkarz
- 1973:
  - Matías Almeyda, argentyński piłkarz
  - Hideharu Miyahira, japoński skoczek narciarski
  - Tomasz Sikora, polski biathlonista
  - Jakub Szulc, polski polityk, poseł na Sejm RP
  - Marzena Zbrojewska, polska lekkoatletka, dyskobolka
- 1974:
  - Wojciech Grzyb, polski piłkarz
  - Olo Walicki, polski kontrabasista jazzowy
  - Grzegorz Zwolski, polski judoka
- 1975:
  - Issa Kassim, kenijski piłkarz
  - Magdalena Kobiela, polska siatkarka
  - Charles Michel, belgijski polityk, premier Belgii
  - Katiuska Pérez, kubańska lekkoatletka, tyczkarka
  - Nida Vasiliauskaitė, litewska filozof, publicystka, feministka
- 1976:
  - Abdul-Wahab Abu Al-Hail, iracki piłkarz
  - Mark Dickel, nowozelandzki koszykarz, trener
  - Aaran Lines, nowozelandzki piłkarz
  - Mirela Maniani, grecka lekkoatletka, oszczepniczka pochodzenia albańskiego
  - Aris Servetalis, grecki aktor
- 1977:
  - Rachel Azarja, izraelska polityk
  - Nicolas Bay, francuski samorządowiec, polityk
  - Felipe Cardoso, brazylijski aktor
  - Klodian Duro, albański piłkarz
  - Emmanuel Macron, francuski bankowiec, urzędnik państwowy, polityk, prezydent Francji
- 1978:
  - Emiliano Brembilla, włoski pływak
  - Pablo Chinchilla, kostarykański piłkarz
  - Jewgienija Kulikowska, rosyjska tenisistka
  - Shaun Morgan, południowoafrykański gitarzysta, wokalista, autor tekstów, założyciel zespołu Seether
  - Michał Piela, polski aktor
  - Jackie Stiles, amerykańska koszykarka
  - Tom Vannoppen, belgijski kolarz przełajowy
  - Alexander Wolf, niemiecki biathlonista
- 1979:
  - Daniel Brocklebank, brytyjski aktor
  - Juan Calatayud, hiszpański piłkarz, bramkarz
  - Wadzim Machnieu, białoruski kajakarz
  - Patrycja Markowska, polska piosenkarka, autorka tekstów
  - Bert Tischendorf, niemiecki aktor
- 1980:
  - Rita Borbás, węgierska piłkarka ręczna
  - Stefan Liv, szwedzki hokeista, bramkarz pochodzenia polskiego (zm. 2011)
  - Ricardo Mello, brazylijski tenisista
- 1981:
  - Ewelina Dązbłaż, polska siatkarka
  - Marta Fernández, hiszpańska koszykarka
  - Błagoj Georgiew, bułgarski piłkarz
  - Lasza Salukwadze, gruziński piłkarz
  - Cristian Zaccardo, włoski piłkarz
- 1982:
  - Philip Humber, amerykański baseballista
  - Peter Joppich, niemiecki florecista
  - Iljo Keisse, belgijski kolarz szosowy i torowy
  - Tom Payne, brytyjski aktor
  - Szymon Szewczyk, polski koszykarz
- 1983:
  - Luis Checa, ekwadorski piłkarz
  - Franklin Cisneros, salwadorski judoka (zm. 2023)
  - Katja Demut, niemiecka lekkoatletka, trójskoczkini
  - Magnus von Horn, szwedzki reżyser
  - Tomoka Takeuchi, japońska snowboardzistka
  - Steven Yeun, amerykański aktor pochodzenia koreańskiego
- 1984:
  - Thiago Constância, brazylijski piłkarz, trener
  - Michael McDowell, amerykański kierowca wyścigowy
  - Darren Potter, irlandzki piłkarz
  - Katarzyna Sanak-Kosmowska, polska teoretyczka marketingu
  - Jemima Sumgong, kenijska lekkoatletka, biegaczka długodystansowa
  - Milan Uhrík, słowacki inżynier, samorządowiec, polityk, eurodeputowany
  - Juan Valera, hiszpański piłkarz
- 1985:
  - Cristina Croitoru, rumuńska zapaśniczka
  - Kevin Hernández, honduraski piłkarz, bramkarz
  - Oney Lorcan, amerykański wrestler
  - Tom Sturridge, brytyjski aktor
- 1986:
  - Siergiej Karimow, kazachski piłkarz
  - Sébastien Siani, kameruński piłkarz
  - Ousmane Viera, iworyjski piłkarz
- 1987:
  - Dienis Aleksiejew, rosyjski lekkoatleta, sprinter
  - Khris Davis, amerykański baseballista
- 1988:
  - Kevin Anderson, amerykański koszykarz
  - Markeith Cummings, amerykański koszykarz
  - Danny Duffy, amerykański baseballista
  - Perri Shakes-Drayton, brytyjska lekkoatletka, płotkarka
- 1989:
  - Katarzyna Golba, polska lekkoatletka, chodziarka
  - Fang Yuting, chińska łuczniczka
  - Cheikhou Kouyaté, senegalski piłkarz
  - Jorien ter Mors, holenderska łyżwiarka szybka
  - Shōhei Tochimoto, japoński skoczek narciarski
- 1990:
  - Janis Fetfadzidis, grecki piłkarz
  - Myrtille Georges, francuska tenisistka
  - Porsha Harris, amerykańska koszykarka
  - Tavaris Tate, amerykański lekkoatleta, sprinter
- 1991:
  - Desisława Nikołowa, bułgarska siatkarka
  - Maria Prewolaraki, grecka zapaśniczka
  - Riccardo Saponara, włoski piłkarz
- 1992:
  - Alexander Arnold, brytyjski aktor
  - Tallo Gadji, iworyjski piłkarz
  - Sheldon McClellan, amerykański koszykarz
  - Jamie Oleksiak, kanadyjski hokeista
  - Isobel Pooley, brytyjska lekkoatletka, skoczkini wzwyż
- 1993:
  - Naho Miyoshi, japońska koszykarka
  - Erik Němec, czeski hokeista
  - Nicholas Olson, amerykański siatkarz
- 1994:
  - Daniel Amartey, ghański piłkarz
  - Ahmed Khalil, tunezyjski piłkarz
  - Erik Szilvássy, węgierski zapaśnik
- 1995:
  - Pietro Ceccaroni, włoski piłkarz
  - B.J. Johnson, amerykański koszykarz
  - Ignacio Pussetto, argentyński piłkarz
  - Kalle Valtola, fiński hokeista
  - Zhang Zhiting, chińska koszykarka
- 1996:
  - Ben Chilwell, angielski piłkarz
  - Kaitlyn Dever, amerykańska aktorka
  - Are Sumstad, norweski skoczek narciarski
  - Yuan Xinyue, chińska siatkarka
- 1997:
  - Madelyn Cline, amerykańska aktorka
  - Charlie McAvoy, amerykański hokeista
  - Xavier Sneed, amerykański koszykarz
- 1998:
  - Alona Bielakowa, ukraińska lekkoatletka, dyskobolka
  - Emanuel Chanis, panamski piłkarz
  - Luisa Görlich, niemiecka skoczkini narciarska
  - Jan Klimków, polski piłkarz ręczny
  - Marta Matejko, polska siatkarka
  - Jeffrey John Wolf, amerykański tenisista
- 1999 – Justin Lonwijk, holenderski piłkarz
- 2000:
  - Jordan Girón, panamski piłkarz
  - Netta Rekola, fińska siatkarka
- 2001:
  - Pratama Arhan, indonezyjski piłkarz
  - Finn Fisher-Black, nowozelandzki kolarz szosowy i torowy
- 2002:
  - Alexandrin Guțu, mołdawski zapaśnik
  - Francesco Maestrelli, włoski tenisista
  - Clara Tauson, duńska tenisistka
- 2003 – David Vuković, bośniacki piłkarz
- 2004 – Nicolás Dubersarsky, argentyński piłkarz
- 2005 – Gabriel Debru, francuski tenisista
- 2007 – Ingvild Synnøve Midtskogen, norweska skoczkini narciarska, dwuboistka klasyczna

## Zmarli
- 69:
  - Lucjusz Witeliusz (syn), rzymski dostojnik (ur. ?)
  - Tytus Flawiusz Sabinus (II), prefekt Rzymu (ur. 8)
  - Witeliusz, cesarz rzymski (ur. 15)
- 882 – Hincmar, arcybiskup Reims (ur. 806)
- 975 – Al-Mu’izz, kalifów fatymidzki, założyciel Kairu (ur. ok. 930)
- 1259 – Jadwiga Anhalcka, księżna śląska (ur. ?)
- 1285 – Ordoño Alvares, hiszpański kardynał (ur. 1230)
- 1295:
  - Eryk, książę brandenburski, duchowny katolicki, arcybiskup Magdeburga (ur. ok. 1245)
  - Małgorzata Prowansalska, królowa Francji (ur. ok. 1221)
- 1308 – Henryk I Dziecię, landgraf Hesji (ur. 1244)
- 1326 – Piotr II, prawosławny metropolita kijowski (ur. ?)
- 1375 – Giovanni Boccaccio, włoski pisarz (ur. 1313)
- 1446 – Ludwik I de Bourbon-Vendôme, francuski hrabia (ur. 1376)
- 1503 – Lorenzo Cibo de Mari, włoski duchowny katolicki, arcybiskup Benewentu, biskup Albano, biskup Palestriny, kardynał (ur. 1450)
- 1504 – Berthold von Henneberg, niemiecki duchowny katolicki, biskup Moguncji, kanclerz Rzeszy (ur. ?)
- 1521 – Dominik Spadafora, włoski dominikanin, błogosławiony (ur. 1450)
- 1530 – Piotr Lubart, polski duchowny katolicki, biskup pomocniczy plocki, teolog, wykładowca akademicki (ur. ok. 1470)
- 1536 – John Seymour, angielski arystokrata (ur. ok. 1474)
- 1539 – Maria Lorenza Longo, hiszpańska zakonnica, założycielka zgromadzenia klarysek kapucynek, błogosławiona (ur. 1463)
- 1549 – Małgorzata, królowa Nawarry (ur. 1492)
- 1553 – Sinan Pasza, turecki admirał (ur. ?)
- 1597 – Piotr Kanizy, niderlandzki duchowny katolicki, jezuita, doktor Kościoła, święty (ur. 1521)
- 1610:
  - Dymitr Samozwaniec II, pretendent do tronu rosyjskiego (ur. ?)
  - Katarzyna Wazówna, królewna szwedzka, hrabina Fryzji Wschodniej (ur. 1539)
- 1654 – Nikita Romanow, rosyjski bojar (ur. 1607)
- 1663 – Camillo Astalli, włoski duchowny katolicki, arcybiskup Katanii, kardynał (ur. 1619)
- 1710 – Jan Drews, polski jezuita, pisarz (ur. 1646)
- 1712 – Jan Václav Vratislav z Mitrovic, czeski hrabia, austriacki dyplomata (ur. 1669)
- 1721 – Bernardino della Chiesa, włoski duchowny katolicki, misjonarz, wikariusz apostolski Fujianu i biskup pekiński (ur. 1644)
- 1741 – Bernard de Montfaucon, francuski mnich, uczony (ur. 1655)
- 1750 – Elżbieta Krystyna von Braunschweig-Wolfenbüttel, cesarzowa rzymsko-niemiecka (ur. 1691)
- 1756 – Jakub Działyński, polski ziemianin, polityk, wojewoda malborski (ur. 1709)
- 1798 – Wawrzyniec Gucewicz, polski architekt (ur. 1753)
- 1806 – Adrien-Louis de Bonnières, francuski arystokrata, dyplomata (ur. 1735)
- 1807 – John Newton, brytyjski żeglarz, handlarz niewolników, następnie duchowny anglikański, ewangelista i przeciwnik niewolnictwa (ur. 1725)
- 1809 – Marek VIII, patriarcha Koptyjskiego Kościoła Ortodoksyjnego (ur. ?)
- 1815 – Robert Prescott, brytyjski wojskowy, administrator kolonialny (ur. 1726)
- 1819 – Jean Sérurier, francuski hrabia, polityk, marszałek Francji (ur. 1742)
- 1824 – James Parkinson, brytyjski aptekarz, lekarz, geolog, paleontolog, polityk (ur. 1755)
- 1829 – Teofil Wolicki, polski duchowny katolicki, arcybiskup metropolita gnieźnieński i prymas Polski (ur. 1768)
- 1839:
  - Andrzej Dũng Lạc, wietnamski duchowny katolicki, męczennik, święty (ur. 1795)
  - Piotr Trương Văn Thi, wietnamski duchowny katolicki, męczennik, święty (ur. ok. 1763)
- 1845 – Robert Henry Sale, brytyjski generał (ur. 1782)
- 1851 – Carl Friedrich Rungenhagen, niemiecki kompozytor, pedagog (ur. 1778)
- 1857 – Filaret (Amfitieatrow), rosyjski biskup prawosławny (ur. 1779)
- 1858 – Józef Hilary Głowacki, polski dekorator teatralny (ur. 1789)
- 1860 – Piotr Friedhofen, niemiecki zakonnik, błogosławiony (ur. 1819)
- 1863 – Giuseppe Gioachino Belli, włoski poeta (ur. 1791)
- 1871 – Paul Guigou, francuski malarz (ur. 1834)
- 1877 – Bror Cederström, szwedzki baron, generał, polityk (ur. 1780)
- 1883 – Karl Bogislaus Reichert, niemiecki anatom, wykładowca akademicki (ur. 1811)
- 1886 – Wacław Szymanowski, polski pisarz, dziennikarz (ur. 1821)
- 1889:
  - Friedrich August Quenstedt, niemiecki geolog, mineralog, paleontolog, wykładowca akademicki (ur. 1809)
  - Tomasz Franciszek Zamoyski, polski ziemianin, filantrop (ur. 1832)
- 1890:
  - Alexander Augusta, amerykański chirurg wojskowy (ur. 1825)
  - Niels Wilhelm Gade, duński kompozytor, dyrygent, organista (ur. 1817)
  - Johanne Luise Heiberg, duńska aktorka, poetka (ur. 1812)
- 1893 – Edward Stanhope, brytyjski arystokrata, polityk (ur. 1840)
- 1896 – Emma Schürer, polska śpiewaczka operowa i operetkowa (sopran) (ur. 1853)
- 1898 – Alfredo Kanthack, brytyjski patolog, wykładowca akademicki (ur. 1863)
- 1899 – Charles Lamoureux, francuski skrzypek, dyrygent (ur. 1834)
- 1900 – Stanisław Motty, polski prawnik, działacz społeczny, polityk (ur. 1826)
- 1904 – Stanisław Maria Załuski, polski porucznik, uczestnik powstania styczniowego (ur. 1838)
- 1907:
  - Klara Hitler, Austriaczka, matka Adolfa (ur. 1860)
  - Oskar Lassar, niemiecki dermatolog, bajkopisarz (ur. 1849)
- 1908 – Franz Anton Nöggerath senior, holenderski filmowiec, dystrybutor filmowy (ur. 1859)
- 1909 – Karel Halíř, czeski skrzypek, pedagog (ur. 1859)
- 1910 – Edward Loevy, polsko-francuski malarz, rysownik (ur. 1857)
- 1911 – Emilio Estrada, ekwadorski polityk, prezydent Ekwadoru (ur. 1855)
- 1914 – Bekir Grebena, turecki oficer pochodzenia albańskiego (ur. 1882)
- 1915 – Giuseppe Miraglia, włoski oficer marynarki, pilot wojskowy (ur. 1883)
- 1916 – Karl Pelman, niemiecki psychiatra (ur. 1838)
- 1917 – Rudolf Macko, polski podporucznik Legionów Polskich (ur. 1892)
- 1918 – Stanisław Zachorowski, polski historyk prawa, mediewista, wykładowca akademicki (ur. 1885)
- 1919:.
  - Louis Diémer, francuski kompozytor, pianista (ur. 1843)
  - Arnold Mathew, brytyjski biskup starokatolicki (ur. 1852)
- 1921:
  - Ernő Jendrassik, węgierski neurolog (ur. 1858)
  - Pinckney Benton Stewart Pinchback, amerykański polityk, gubernator Luizjany (ur. 1837)
  - François-Marie-Anatole de Rovérié de Cabrières, francuski duchowny katolicki, biskup Montpellier, kardynał (ur. 1830)
- 1922:
  - Emil Doepler, niemiecki grafik użytkowy, heraldyk, pedagog (ur. 1855)
  - Ludwik Krause, polski chirurg pochodzenia żydowskiego (ur. 1856)
- 1924:
  - Szagit Chudajbierdin, baszkirski rewolucjonista (ur. 1896)
  - Heinrich Dreser, niemiecki chemik, farmakolog, wykładowca akademicki (ur. 1860)
  - Ignacy Krasicki, polski ziemianin, polityk (ur. 1839)
- 1925 – Jules Méline, francuski polityk, premier Francji (ur. 1838)
- 1927:
  - Gyula Fényi, węgierski jezuita, naukowiec (ur. 1845)
  - Alfred Freyer, polski lekkoatleta, długodystansowiec (ur. 1901)
- 1928:
  - Luigi Cadorna, włoski dowódca wojskowy, marszałek Włoch (ur. 1850)
  - Józef Latosiński, polski nauczyciel, historyk amator (ur. 1861)
- 1929 – Ralph Williams, walijski hokeista na trawie (ur. 1878)
- 1930 – Stepan Tomasziwskyj, ukraiński historyk, publicysta, polityk (ur. 1875)
- 1931 – Eugeniusz Wiszniewski, polski lekarz, działacz społeczny, polityk, senator RP (ur. 1864)
- 1932:
  - Hugo Hartung, niemiecki architekt, historyk (ur. 1855)
  - Alexander Koester, niemiecki malarz (ur. 1864)
  - William McCrum, irlandzki przedsiębiorca, piłkarz, działacz sportowy (ur. 1865)
  - Karol Stryjeński, polski publicysta, architekt, grafik (ur. 1887)
- 1933 – Knud Rasmussen, duński badacz polarny (ur. 1879)
- 1935 – Kurt Tucholsky, niemiecki pisarz, dziennikarz pochodzenia żydowskiego (ur. 1890)
- 1937:
  - Meliton Balancziwadze, gruziński kompozytor (ur. 1862)
  - Frank Billings Kellogg, amerykański polityk, laureat Pokojowej Nagrody Nobla (ur. 1856)
  - Constance Pascal, francuska psychiatra pochodzenia rumuńskiego (ur. 1877)
- 1938 – Kazimierz Schirmer, polski major artylerii (ur. 1889)
- 1939 – Østen Østensen, norweski strzelec sportowy (ur. 1878)
- 1940:
  - Francis Scott Fitzgerald, amerykański pisarz, scenarzysta filmowy (ur. 1896)
  - Siergiej Nabokow, rosyjski polityk (ur. 1866)
  - Martin Samter, niemiecki architekt (ur. 1884)
  - Roman Sułkowski, polski porucznik lotnictwa, książę bielski (ur. 1897)
- 1941:
  - Engelbert Endrass, niemiecki dowódca okrętów podwodnych (ur. 1911)
  - Stanisław Piołun-Noyszewski, polski prozaik, nowelista, krytyk literacki i teatralny (ur. 1891)
- 1942 – Franz Boas, amerykański antropolog kulturowy, językoznawca pochodzenia niemieckiego (ur. 1858)
- 1944:
  - Emil Bratro, polski inżynier budowy dróg, wykładowca akademicki (ur. 1878)
  - Isabelino Gradín, urugwajski piłkarz, lekkoatleta (ur. 1897)
  - Willibald Wiers-Keiser, niemiecki prawnik, polityk (ur. 1888)
- 1945:
  - George Patton, amerykański generał (ur. 1885)
  - Ernst Zörner, niemiecki polityk nazistowski (ur. 1895)
  - Aleksander Żychliński, polski duchowny katolicki, teolog, Sługa Boży (ur. 1889)
- 1946 – Zenon Waraszkiewicz, polski matematyk, wykładowca akademicki, oficer AK (ur. 1909)
- 1948 – Władysław Witwicki, polski psycholog, filozof, tłumacz, lektor radiowy, teoretyk sztuki, wykładowca akademicki (ur. 1878)
- 1949:
  - Georg Gerstäcker, niemiecki zapaśnik (ur. 1889)
  - Czesław Słoński, polski poeta, publicysta, pedagog (ur. 1890)
- 1950:
  - Alija bint Ali, królowa Iraku (ur. 1911)
  - Jan Piłsudski, polski prawnik, polityk, minister skarbu (ur. 1876)
  - Konrad von Preysing, niemiecki duchowny katolicki, biskup Eichstätt i Berlina, kardynał (ur. 1880)
- 1951:
  - Jan van den Berg, holenderski piłkarz (ur. 1879)
  - Ernie Collett, kanadyjski hokeista (ur. 1895)
- 1954:
  - Reinhold Burger, niemiecki inżynier, wynalazca, przedsiębiorca (ur. 1866)
  - Jakub Dęboróg-Bylczyński, polski pedagog, krytyk muzyczny i teatralny, publicysta, tłumacz (ur. 1881)
- 1955:
  - Erik Bryggman, fiński architekt (ur. 1891)
  - Lumsden Cummings, kanadyjski pilot wojskowy, as myśliwski (ur. 1896)
- 1956:
  - Micheil Gelowani, gruziński aktor, reżyser filmowy (ur. 1893)
  - Josep Puig i Cadafalch, kataloński architekt, polityk (ur. 1867)
- 1957:
  - Helena Buczyńska, polska aktorka (ur. 1894)
  - Eric Coates, brytyjski kompozytor, altowiolista (ur. 1886)
  - Elías Tormo, hiszpański historyk i krytyk sztuki i literatury, archeolog, polityk (ur. 1869)
- 1958:
  - Lion Feuchtwanger, niemiecki pisarz (ur. 1884)
  - H.B. Warner, brytyjski aktor (ur. 1875)
- 1961:
  - Baldo Baldi, włoski szablista, florecista (ur. 1888)
  - Lew Gałkin, radziecki generał major, funkcjonariusz organów bezpieczeństwa, polityk (ur. 1908)
  - Henryk Holland, polski kapitan, dziennikarz, publicysta, socjolog, działacz komunistyczny pochodzenia żydowskiego (ur. 1920)
  - Klaudiusz Karowiec, polski chirurg (ur. 1893)
- 1962:
  - Gary Hocking, rodezyjski motocyklista i kierowca wyścigowy (ur. 1937)
  - Stanisław Małkowski, polski geolog (ur. 1889)
- 1963:
  - Józef Kołodziejczyk, polski krajoznawca, pedagog (ur. 1892)
- 1964:
  - Reinhold Trampler, austriacki szablista (ur. 1877)
  - Carl Van Vechten, amerykański pisarz, fotograf pochodzenia holenderskiego (ur. 1880)
- 1965 – Claude Champagne, kanadyjski kompozytor, pedagog pochodzenia irlandzko-francuskiego (ur. 1891)
- 1966:
  - Maurycy Herling-Grudziński, polski prawnik, adwokat, sędzia Sądu Najwyższego (ur. 1903)
  - Leon Kleinschmidt, polski pedagog, działacz społeczny, szef kontrwywiadu Tajnej Organizacji Wojskowej „Gryf Pomorski” (ur. 1901)
- 1967:
  - Stuart Erwin, amerykański aktor (ur. 1903)
  - Hans Seidemann, niemiecki generał pilot (ur. 1901)
- 1968:
  - Vittorio Pozzo, włoski piłkarz, trener (ur. 1886)
  - Nikołaj Szynkarienko, rosyjski generał major, pisarz i publicysta emigracyjny (ur. 1890)
- 1971:
  - Pasza Christowa, bułgarska piosenkarka (ur. 1946)
  - Hipolit Niepokulczycki, polski polityk, działacz konspiracyjny, zastępca szefa Biura Informacji i Propagandy KG ZWZ-AK (ur. 1894)
- 1972:
  - Hugh Edwards, brytyjskj wioślarz (ur. 1902)
  - Zora Jesenská, słowacka publicystka, tłumaczka, krytyk literacka (ur. 1909)
  - Michał Leszczyński, polski kapitan marynarki handlowej, malarz marynista (ur. 1906)
- 1973 – Władimir Pozdniakow, radziecki podpułkownik, kolaborant, emigrant (ur. 1902)
- 1974:
  - Stefania Koelichen, polska historyk, pedagog (ur. 1895)
  - Théodore Nouwens, belgijski piłkarz (ur. 1908)
- 1975:
  - Vincent Burek, niemiecki malarz, grafik (ur. 1920)
  - Stefan Dękierowski. polski reżyser, realizator i operator filmowy (ur. 1893)
- 1976:
  - Jerzy Herse, polski porucznik kawalerii (ur. 1917)
  - Viktor Kalisch, austriacki kajakarz (ur. 1902)
  - Gustaf Månsson, szwedzki żeglarz sportowy (ur. 1885)
  - Paul-Laurent-Jean-Louis Mazé, francuski duchowny katolicki, sercanin biały, misjonarz, wikariusz apostolski Tahiti i arcybiskup Papeete (ur. 1885)
  - Leon Suzin, polski architekt (ur. 1901)
- 1977:
  - Jerzy Edward Anders, polski podpułkownik kawalerii (ur. 1896)
  - Maria Fedecka, polska działaczka społeczna, współpracowniczka KOR, bojowniczka o prawa człowieka (ur. 1904)
- 1978 – Roger Caillois, francuski socjolog, filozof, krytyk literacki (ur. 1913)
- 1979 – Leon Garbarski, polski aktor pochodzenia żydowskiego (ur. 1911)
- 1980:
  - Stanisław Jaśkiewicz, polski aktor, reżyser teatralny (ur. 1907)
  - Nelson Rodrigues, brazylijski prozaik, dramaturg, dziennikarz (ur. 1912)
- 1981 – Seweryn Butrym, polski aktor, reżyser teatralny (ur. 1910)
- 1982:
  - Józef Jachimek, polski pisarz, pedagog (ur. 1902)
  - Ants Oras, estoński badacz i historyk literatury, tłumacz, wykładowca akademicki (ur. 1900)
- 1983:
  - Rod Cameron, kanadyjski aktor (ur. 1910)
  - Paul de Man, belgijski literaturoznawca, krytyk literacki, filozof (ur. 1919)
  - József Vértesy, węgierski piłkarz wodny (ur. 1901)
- 1984 – Carlos Mérida, gwatemalski malarz (ur. 1891)
- 1985:
  - Feliks Maciejewski, polski inżynier, konstruktor, polityk, prezydent Poznania (ur. 1903)
  - Aleksandr Pejwe, łotewski geolog, wykładowca akademicki (ur. 1909)
- 1986 – Willy Coppens, belgijski pilot wojskowy, as myśliwski (ur. 1892)
- 1987:
  - Ralph Nelson, amerykański reżyser filmowy (ur. 1916)
  - John Spence, amerykański wokalista, członek zespołu No Doubt (ur. 1969)
- 1988:
  - Bohdan Czeszko, polski pisarz (ur. 1923)
  - Jerzy Kierst, polski poeta, tłumacz (ur. 1911)
  - Nikolaas Tinbergen, holenderski etolog, ornitolog, laureat Nagrody Nobla (ur. 1907)
- 1990:
  - Clarence Johnson, amerykański inżynier lotniczy (ur. 1910)
  - Magda Julin, szwedzka łyżwiarka figurowa pochodzenia francuskiego (ur. 1894)
  - Iwan Knunianc, radziecki chemik (ur. 1906)
- 1991:
  - José Miguel de Barandiarán, baskijski duchowny katolicki, historyk, antropolog, językoznawca, badacz kultury baskijskiej (ur. 1889)
  - Francis Han Tingbi, chiński duchowny katolicki, proprefekt apostolski i biskup Hongdongu (ur. 1908)
  - Waldemar Kazanecki, polski kompozytor, pianista, dyrygent (ur. 1929)
  - Władysław Machejek, polski pisarz, publicysta, polityk, poseł na Sejm PRL (ur. 1920)
  - Byron N. Scott, amerykański prawnik, polityk (ur. 1903)
  - Janina Strzembosz, polska tancerka, choreografka, publicystka, pianistka, dyrygent, reżyserka, pedagog (ur. 1908)
  - Jerzy Ludwik Zieliński, polski inżynier budownictwa, wykładowca akademicki (ur. 1921)
- 1992:
  - Stella Adler, amerykańska aktorka, pedagog pochodzenia żydowskiego (ur. 1901)
  - Albert King, amerykański gitarzysta i wokalista bluesowy (ur. 1923)
  - Nathan Milstein, amerykański skrzypek pochodzenia ukraińsko-żydowskiego (ur. 1903)
  - Leon Witkowski, polski muzykolog, filolog klasyczny, wykładowca akademicki (ur. 1908)
- 1993:
  - Tomasz Adamczuk, polski rolnik, polityk, poseł na Sejm PRL i senator RP (ur. 1953)
  - José Luis Jones, prawnik i polityk z Gwinei Równikowej (ur. 1939)
  - Pekka Niemi, fiński biegacz narciarski (ur. 1909)
  - Margarita Nikołajewa, rosyjska gimnastyczka (ur. 1935)
  - Helena Suska, polsko-kanadyjska malarka (ur. 1896)
- 1994 – Audrey Sale-Barker, brytyjska narciarka alpejska (ur. 1903)
- 1995:
  - Bronisław Jurkiewicz, polski ekonomista, polityk, poseł na Sejm PRL (ur. 1929)
  - Boris Ponomariow, radziecki polityk (ur. 1905)
  - Kazimierz Stojałowski, polski patolog, wykładowca akademicki (ur. 1903)
  - Kazimierz Sztramko, polski podporucznik pilot (ur. 1915)
- 1996:
  - Kell Areskoug, szwedzki lekkoatleta, płotkarz (ur. 1906)
  - Christine Brückner, niemiecka pisarka (ur. 1921)
  - Tadeusz Glimas, polski hokeista, trener (ur. 1950)
  - Zdzisław Pietrucha, polski generał brygady (ur. 1928)
  - Alfred Tonello, francuski kolarz szosowy (ur. 1929)
  - Antoni Marian Żelichowski, polski geolog (ur. 1936)
- 1997:
  - Joseph Ahrens, niemiecki kompozytor, organista (ur. 1904)
  - Roger Barkley, amerykański prezenter radiowy (ur. 1936)
  - Józef Stefański, polski kolarz szosowy (ur. 1908)
  - Stella Maria Szacherska, polska historyk, mediewistka (ur. 1911)
  - Jan Wilkowski, polski reżyser, aktor, twórca polskiego teatru lalkowego (ur. 1921)
- 1998:
  - Czesław Harańczyk, polski mineralog, geochemik, wykładowca akademicki (ur. 1827)
  - Sándor Ivády, węgierski piłkarz wodny (ur. 1903)
  - Mieczysław Lesz, polski inżynier mechanik, wykładowca akademicki, polityk, minister handlu wewnętrznego (ur. 1911)
  - Jerzy Topolski, polski historyk, wykładowca akademicki (ur. 1928)
- 1999:
  - Hubert Antoszewski, polski aktor, animator (ur. 1932)
  - Edward Świrkowski, polski inżynier elektryk, wykładowca akademicki (ur. 1915)
- 2000:
  - Alfred J. Gross, kanadyjski pionier bezprzewodowej komunikacji pochodzenia żydowskiego (ur. 1918)
  - John Lee, australijski aktor (ur. 1928)
- 2001 – Zdzisław Piwowarczyk, polski architekt, urbanista, wykładowca akademicki (ur. 1926)
- 2002:
  - Jeu van Bun, holenderski piłkarz (ur. 1918)
  - Kjell Larsson, szwedzki polityk (ur. 1943)
  - Namdżilyn Norowbandzad, mongolska pieśniarka (ur. 1931)
- 2003:
  - Krystyna Bierut-Maminajszwili, polska inżynier architekt (ur. 1923)
  - Jurij Prokopjew, radziecki polityk (ur. 1932)
  - Barbara Pstrągowska, polska nauczycielka, polityk, poseł na Sejm PRL (ur. 1931)
  - Oleg Trojanowski, radziecki dyplomata (ur. 1919)
  - Anna Włodarczyk, polska florecistka (ur. 1925)
- 2004:
  - Lennart Bernadotte, szwedzki książę (ur. 1909)
  - Autar Singh Paintal, indyjski fizjolog (ur. 1925)
- 2005:
  - Ryszard Sielicki, polski kompozytor, pianista pochodzenia żydowskiego (ur. 1916)
  - Joachim Waloszek, polski dziennikarz sportowy, publicysta (ur. 1959)
- 2006:
  - Jerzy Janikowski, polski szermierz (ur. 1952)
  - Tomasz Kolbusz, polski japonista, przedsiębiorca (ur. 1965)
  - Saparmyrat Nyýazow, turkmeński polityk, prezydent Turkmenistanu (ur. 1940)
- 2007:
  - Se’adja Marciano, izraelski działacz społeczny, polityk (ur. 1950)
  - Artur Tomaszewski, polski dyplomata (ur. 1949)
- 2008:
  - Zbigniew Jabłonowski, polski biolog, parazytolog, działacz polonijny (ur. 1934)
  - Aleksander Maisner, polski i brytyjski pilot wojskowy (ur. 1921)
  - Dale Wasserman, amerykański pisarz, scenarzysta filmowy (ur. 1914)
- 2009 – Edwin G. Krebs, amerykański biochemik, laureat Nagrody Nobla (ur. 1918)
- 2010:
  - Stanisław Anacko, polski koszykarz (ur. 1961)
  - Enzo Bearzot, włoski piłkarz, trener (ur. 1927)
  - Zdzisław Niedziela, polski koszykarz, trener (ur. 1930)
  - Lech Emfazy Stefański, polski pisarz, publicysta, tłumacz, parapsycholog (ur. 1928)
- 2011:
  - Maria Kleitz-Żółtowska, polska prawnik, działaczka związkowa, polityk, poseł na Sejm RP (ur. 1948)
  - Jewhen Rudakow, ukraiński piłkarz, bramkarz, trener pochodzenia rosyjskiego (ur. 1942)
- 2013:
  - Jack Bond, kanadyjski zapaśnik (ur. 1988)
  - Edgar M. Bronfman, kanadyjski przemysłowiec pochodzenia żydowskiego, prezes Światowego Kongresu Żydów (ur. 1929)
  - John Eisenhower, amerykański generał, dyplomata, pisarz (ur. 1922)
  - Peter Geach, brytyjski filozof, logik, wykładowca akademicki pochodzenia polskiego (ur. 1916)
- 2014:
  - Åke Johansson, szwedzki piłkarz (ur. 1928)
  - Udo Jürgens, austriacki piosenkarz (ur. 1934)
  - Billie Whitelaw, brytyjska aktorka (ur. 1932)
- 2015:
  - Dioskur, erytrejski duchowny, patriarcha Erytrejskiego Kościoła Ortodoksyjnego (ur. 1935)
  - Jan Góra, polski duchowny katolicki, dominikanin, doktor teologii, duszpasterz akademicki (ur. 1948)
- 2016 – Zbigniew Paliwoda ps. „Jur”, polski żołnierz (ur. 1929)
- 2017:
  - Zdzisław Bieniek, polski piłkarz (ur. 1930)
  - Dick Enberg, amerykański dziennikarz i komentator sportowy (ur. 1935)
  - Włodzimierz Krzyżosiak, polski biolog molekularny (ur. 1949)
  - Bruce McCandless, amerykański komandor, inżynier, pilot wojskowy, astronauta (ur. 1937)
  - Mirosław Stecewicz, polski prozaik, poeta, tłumacz (ur. 1930)
- 2018:
  - Gerard Bernacki, polski duchowny katolicki, biskup pomocniczy katowicki (ur. 1942)
  - Lew Borodulin, rosyjski fotograf (ur. 1923)
  - Zuzanna Łapicka, polska dziennikarka, producentka telewizyjna (ur. 1954)
  - Florentyn Piwosz, polski duchowny katolicki, filozof, benedyktyn, prowincjał bernardynów (ur. 1929)
- 2019:
  - Stefan Angełow, bułgarski zapaśnik (ur. 1947)
  - Martin Peters, angielski piłkarz (ur. 1943)
  - Emanuel Ungaro, francuski projektant mody (ur. 1933)
  - Krisztián Zahorecz, węgierski piłkarz (ur. 1975)
- 2020:
  - Tadeusz Górczyk, polski działacz opozycji antykomunistycznej, samorządowiec, polityk, poseł na Sejm RP (ur. 1961)
  - Aleksandr Kurlandski, rosyjski pisarz, scenarzysta (ur. 1938)
  - Piotr Miks, polski wokalista rockowy, kompozytor (ur. 1943)
- 2021:
  - Carlyle Glean, grenadyjski polityk, gubernator generalny (ur. 1932)
  - Żora Korolyov, ukraiński tancerz, choreograf, przedsiębiorca, aktor (ur. 1987)
  - Ian Matos, brazylijski skoczek do wody (ur. 1989)
  - George Sheltz, amerykański duchowny katolicki, biskup pomocniczy Galveston-Houston (ur. 1946)
- 2022:
  - Alberto Asor Rosa, włoski pisarz, krytyk literacki (ur. 1933)
  - Christopher Dowling, maltański pływak, piłkarz wodny (ur. 1944)
  - Krzysztof Rau, polski aktor, reżyser teatrów lalkowych, profesor sztuk teatralnych (ur. 1937)
  - Zbigniew Rybak, polski rugbysta (ur. 1973)
  - Ludwik Synowiec, polski hokeista, inżynier górnik, metalurg (ur. 1958)
- 2023:
  - Benedetto Maria Salvatore Chianetta, włoski duchowny katolicki, benedyktyn, opat terytorialny opactwa Świętej Trójcy w Cava de’ Tirreni (ur. 1937)
  - Józef Fajkowski, polski historyk, muzealnik, publicysta, działacz społeczny i ludowy, dyplomata, polityk, poseł na Sejm PRL (ur. 1927)
  - Ewa Geller, polska językoznawczyni, wykładowczyni akademicka (ur. 1955)
  - Zbigniew Majchrowski, polski historyk literatury, krytyk teatralny i literacki, wykładowca akademicki (ur. 1955)
  - Bożena Olszewska, polska polonistka, wykładowczyni akademicka (ur. ?)
  - Ottomar Sachse, niemiecki bokser (ur. 1951)
  - Robert Solow, amerykański ekonomista, wykładowca akademicki, laureat Nagrody Banku Szwecji im. Alfreda Nobla w dziedzinie ekonomii (ur. 1924)
- 2024:
  - Stephen Chmilar, kanadyjski duchowny grekokatolicki, ordynariusz eparchii Toronto (ur. 1945)
  - Adam Kubiś, polski duchowny katolicki, protonotariusz apostolski, profesor nauk teologicznych (ur. 1928)
  - Andrzej Walczak, polski lekkoatleta, oszczepnik (ur. 1931)